# 切り紙アニメーション
切り紙アニメーション（）は絵を切り抜いた平面的パーツを平らな台の上で動かし撮影して作られるアニメーションである。切り絵アニメーション（）、カットアウトアニメーション（英: cutout animation）とも。

## 概要
紙、カード、布、写真などの平面的素材を切ってパーツ（キャラクター、プロップ、背景）をつくり、これを撮影台のうえに配置し撮影する。これを1コマとして再配置→撮影を繰り返しつくられるアニメーションがカットアウトアニメーションである。カットアウトアニメーションはストップモーション・アニメーションの一種である。
カットアウトアニメーション制作は素材を切り出し繋げる工程（リギング含むモデリング）とこれを動かしてアニメーションをつける工程に大別される。これは3DCGアニメーション制作と類似している。
アニメーションの歴史の初期には多くのアニメーションがカットアウトアニメーションであった。手描きアニメーションの一種であるセルアニメーションの台頭により商業アニメーションの主流からは外れるが、様々な作品が現代まで商業・芸術・同人で作られ続けれている。ユーリ・ノルシュテインはその代表的作家として知られる。現在では、『サウスパーク』のように、物理的に紙などを切り取るのではなく、スキャンした画像、あるいはベクタグラフィックスをコンピュータで処理して作ることも多い。
近年ではバーチャルYouTuberの「2Dモデル」としてデジタルカットアウトアニメーションの技術が利用されている。イラストレーターによってパーツ分けして描画されたキャラクターの絵を用意し、モデラーがLive2D等のアニメーションシステム上でリギングをおこなう。そのうえで演者のモーションキャプチャデータに基づいてモデルを動かしアニメーション（動画・生配信映像）を生成している。

## 技法

### リギング
カットアウトアニメーションではしばしばリギングが用いられる。
カットアウトアニメーションにおいて切り出されたパーツはそれぞれ独立しており、これを重ね合わせて撮影してアニメーションが制作される。しかし多くの場合、重ね合わせにはパターンがある。例えば腕のパーツが股から生えることは稀である。であれば切り出したあとにパーツ間を擬似関節で繋ぎ、これに動きをつけて撮影すれば効率が良い。更に、よく連動して動かす部位間に共通の操作棒をつければより効率良いアニメーション制作が可能になる（参考: 人形劇）。これはまさにリギングであり、カットアウトアニメーションにおいてスケルタルアニメーションをおこなうことを意味する。

## 代表的作品

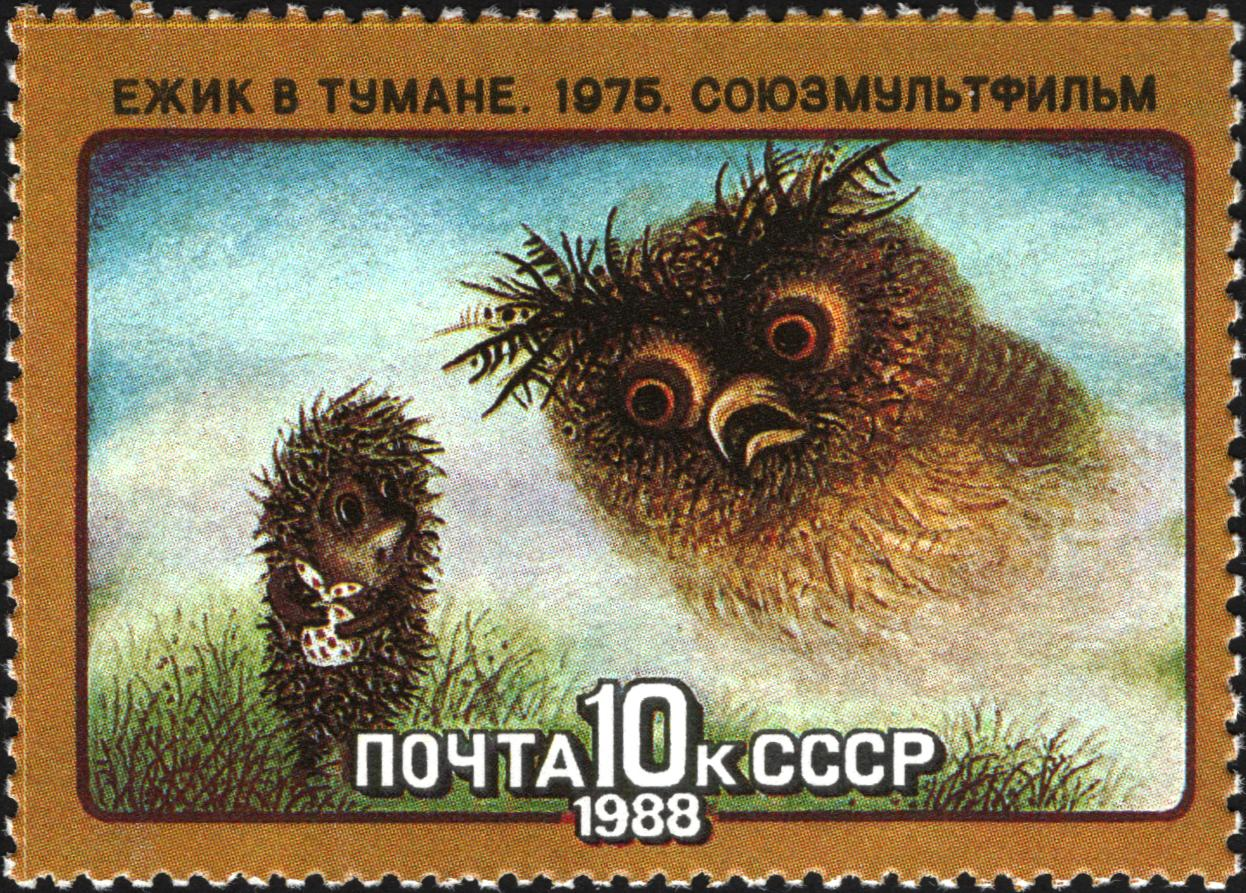
ユーリ・ノルシュテイン『霧につつまれたハリネズミ』(1975)

### 映画
- 『なまくら刀』(1917、日本、幸内純一)[5]
- 『El Apóstol』(1917、アルゼンチン、キリーノ・クリスティアーニ) - 世界最初の長編切り紙アニメーションと言われる。
- 『煙り草物語』(1926、日本、大藤信郎)[5]
- 『漫画 二つの世界』(1929、日本、村田安司)[5]
- 『体育デー』(1932、日本、村田安司)[5]
- 『くじら』(1953、日本、大藤信郎）[6]
- 『ファンタスティック・プラネット』 (1973、フランス、ルネ・ラルー)
- 『旅』(1973、日本、川本喜八郎）
- 『詩人の生涯』(1974、日本、川本喜八郎）
- 『霧につつまれたハリネズミ』(1975、ソビエト連邦、ユーリ・ノルシュテイン)
- 『クラバート』(1977、チェコスロバキア、カレル・ゼマン）
- 『サウスパーク/無修正映画版』(1999、アメリカ)
- 『戦場でワルツを』(2008、イスラエル)
- 『燃える仏像人間』(2013、日本) - ゲキメーション[注 1]
- 『生きのびるために』(2017、カナダ＝アイルランド＝ルクセンブルク)
- 『バイオレンス・ボイジャー』(2019、日本) - ゲキメーション

### テレビ
- 『空飛ぶモンティ・パイソン』(1969 - 1974、イギリス、テリー・ギリアム)[7]
- 『妖怪伝 猫目小僧』(1976、日本) - ゲキメーション
- 『ブルーズ・クルーズ』(1996 - 2006、アメリカ)
- 『サウスパーク』(1997 - 、アメリカ)
- 『アンジェラ・アナコンダ』(1999 - 2002、カナダ)
- 『化物語』(2009)の劇中パートと『魔法少女まどか☆マギカ』(2011)のプロダクションデザイン（日本、劇団イヌカレー）
- 『闇芝居』(2013、日本) -　紙芝居風のアニメ
- 『おっはよー!アンクル・グランパ』(2013 - 2017、アメリカ)
- 『影鰐-KAGEWANI-』(2015、日本) -　紙芝居風のアニメ
- 『妖怪シェアハウス』（2020・2022、日本）- ストーリーに関連する伝説をゲキメーションで制作
- 『ふしぎ駄菓子屋 銭天堂』（2020 - 、日本）- オープニングをゲキメーションで制作
- 『ちみも』（2022、日本） - デジタル作画と併用する形で制作[8]。